# The Digital Marina Abramovic Institute
The Digital Marina Abramovic Institute (с англ.  —  «Цифровой Институт Марины Абрамович») — видеоигра, созданная разработчиком и дизайнером видеоигр Пиппин Барром (англ. Pippin Barr) в сотрудничестве с Институтом Марины Абрамович в 2013 году.

## Описание
Пиппин Барр создал виртуальную версию Института Марины Абрамович (MAI) для воспроизведения цифровом виде перформанса художницы. В The Digital Marina Abramovic Institute игроки могут посмотреть представленные работы Марины Абрамович, наблюдая за выступлением артистов, или же поучаствовать в новых экспериментах. Разработчик на своем сайте писал, что данный опыт, вероятно, не будет похож на многое из того, что вы могли пробовать раньше.
Ранее в 2011 году Пиппин Барр создал видеоигру The Artist is Present, которая воспроизводит один из самых известных перформансов Марины Абрамович «В присутствии художника», состоявшийся впервые в 2010 году в Нью-Йоркском музее современного искусства. The Artist is Present — это целостное моделирование ситуации, так как игрок, также как и посетители музея в 2010 году, ждем часами стоя в виртуальной очереди, чтобы посидеть с Мариной Абрамовичем.
Цифровой MAI является чем-то вроде виртуального аналога MAI, воспроизведенного в виде 8-битной видеоигры. Он являлся частью кампании Марины Абрамович по открытию реального института для ее вида искусства.
После того, как вы запускаете The Digital Marina Abramovic Institute, вы должны подписать цифровой контракт.
Чтобы принять участие в упражнениях или играх, нужно удерживать клавишу Shift на клавиатуре в течение целого часа. Только тогда вы сможете играть в игры, первая из которых включает «медленную ходьбу» с группой других участников Института Марины Абрамовичей (MAI) — всех культовых аватаров, одетых в белое, — по всему экрану. Нужно медленно и многократно нажимать правую клавишу со стрелкой, чтобы переместить человека. Если вы пройдете целый час упражнений, вы будете вознаграждены цифровым перформансом от Марины Абрамович.
Пиппин Барр в одном из интервью поделился, что ему «кажется странным и интересным „открывать“ игру, подобную этой. Это действительно похоже на место в Интернете». Разработчик стремился тщательно проработать пространство, чтобы оно казалось почти реальным Институтом Марины Абрамович.
Ознакомиться с The Digital Marina Abramovic Institute вы можете на официальном сайте Пиппин Барра.

## Приложения
1. ↑  The Digital Marina Abramovic Institute. www.pippinbarr.com. Дата обращения: 24 августа 2019. Архивировано 24 августа 2019 года.
2. 1 2 3  Megan Farokhmanesh. Digital Marina Abramovic Institute provides a virtual tour. Polygon (26 октября 2013). Дата обращения: 24 августа 2019. Архивировано 24 августа 2019 года.
3. ↑  Owen Good. Absurd Performance Art Flash Game Gets Highly Unanticipated Sequel (англ.). Kotaku. Дата обращения: 24 августа 2019. Архивировано 24 августа 2019 года.
4. 1 2  The “Digital Marina Abramović Institute” Is a Big Dumb Joke (англ.). Flavorwire. Дата обращения: 24 августа 2019. Архивировано 24 августа 2019 года.